# Peter Graves

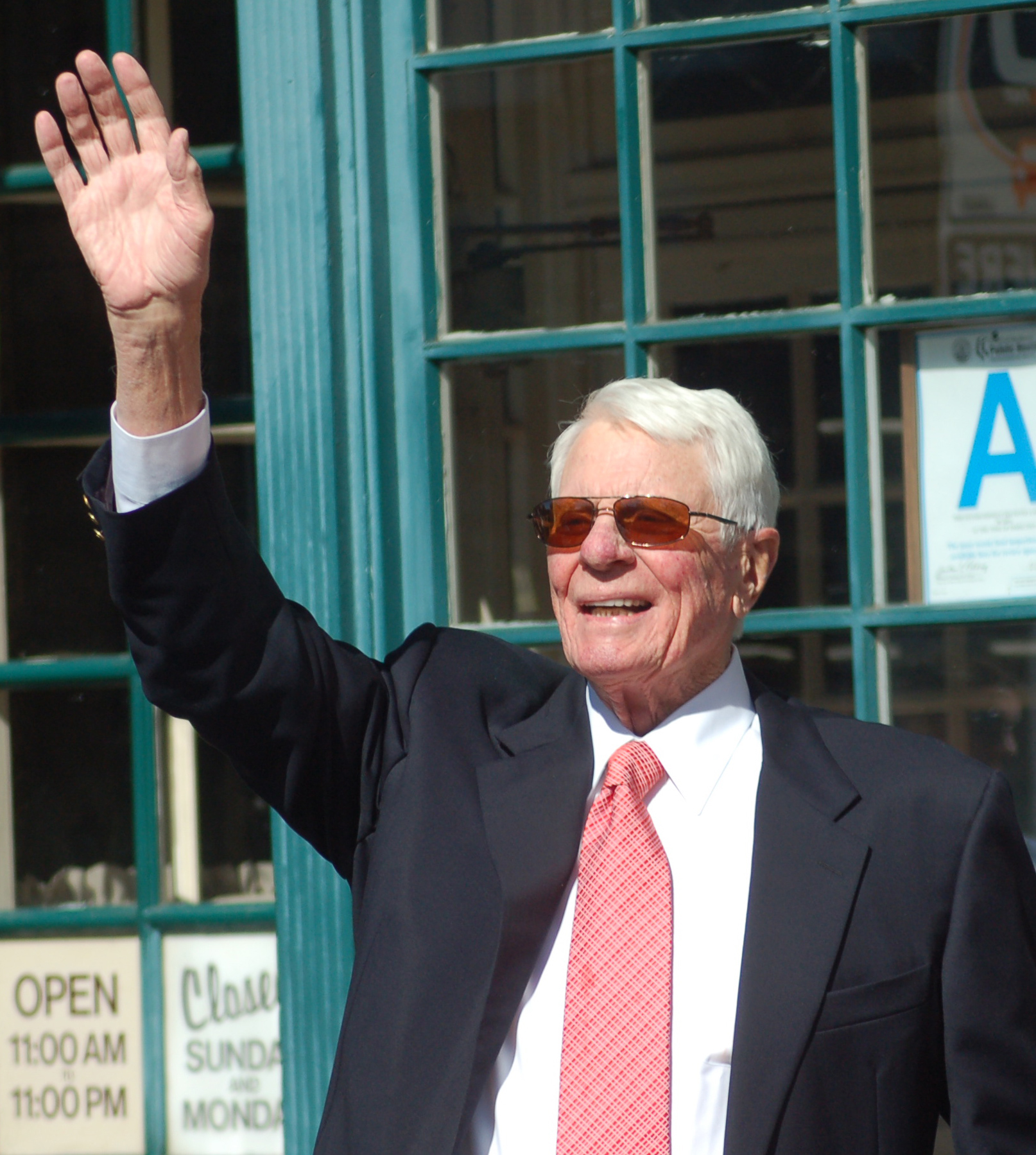
Peter Graves (2009)

Peter Graves (n. 18 martie 1926, Minneapolis, Minnesota, SUA – d. 14 martie 2010, Los Angeles, California, SUA) a fost un actor american de film și TV. Peter Graves a fost numele său de scenă, dar numele său real a fost Peter Aurness.

## Filmografie
- Noaptea vânătorului (1955)

## Legături externe
- Peter Graves la Internet Movie Database